# Kuba Staruszkiewicz
Jakub „Kuba” Staruszkiewicz – polski perkusista rockowy i jazzowy oraz producent. 

## Życiorys
Kuba Staruszkiewicz pochodzi z Gdańska, mieszka w Sopocie. Karierę rozpoczął w 1996. Uczestniczył w nagraniu ponad 40 (stan na 2019) wydawnictw płytowych, ścieżek dźwiękowych do filmów, spektakli teatralnych i radiowych oraz produkcji multimedialnych.
Członek m.in. Pink Freud (ok. 2001–2011) oraz Tymański Yass Ensemble, a także zespołów Marii Peszek, Natalii Przybysz, Krzysztofa Zalewskiego i Muńka Staszczyka.
Jako producent i kompozytor pracował z Natalią Przybysz.